# Prudential Center
Prudential Center je sportovní aréna nacházející se v Newarku ve státě New Jersey. Je pojmenována podle společnosti Prudential Financial, která v lednu 2007 zakoupila práva na název arény na dalších dvacet let.
Otevřena byla 25. října 2007 koncertem zpěváka Bon Joviho. Své domácí zápasy zde hraje tým NHL New Jersey Devils.